# Volker Fischer (Fechter)
Volker Fischer (* 15. August 1950 in Iserlohn) ist ein ehemaliger deutscher Fechter.
Fischer, Mitglied des FC Tauberbischofsheim, gehörte zu der deutschen Degen-Mannschaft, die bei den Olympischen Sommerspielen 1984 in Los Angeles die Goldmedaille im Teamwettbewerb errang. 1976 und 1988 gewann er mit der Mannschaft die Silbermedaille.
Seinen größten Einzelerfolg feierte Fischer 1987, als er in Lausanne Einzel-Weltmeister im Herrendegen wurde.